# Río Guadalentín (vattendrag i Spanien, lat 37,62, long -2,86)
Río Guadalentín är ett vattendrag i Spanien. Det ligger i den södra delen av landet, 300 km söder om huvudstaden Madrid.